# SMS Goeben
SMS Goeben là chiếc thứ hai thuộc lớp tàu chiến-tuần dương Moltke của Hải quân Đế quốc Đức. Nó được hạ thủy vào năm 1911 và được đặt tên theo August Karl von Goeben, vị tướng Phổ từng phục vụ trong cuộc Chiến tranh Pháp-Phổ. Cùng với con tàu chị em Moltke, Goeben là một phiên bản mở rộng tương tự như thiết kế của chiếc tàu chiến-tuần dương Đức Von der Tann trước đó, nhưng có vỏ giáp được tăng cường và được bổ sung thêm một tháp pháo. So với đối thủ Anh đương thời, lớp Indefatigable, Goeben cùng với con tàu chị em Moltke lớn hơn đáng kể và có vỏ giáp tốt hơn.
Nhiều tháng sau khi được đưa ra hoạt động vào năm 1912, Goeben cùng với tàu tuần dương hạng nhẹ Breslau hình thành nên Hải đội Địa Trung Hải (Đức) để tuần tra tại đây trong giai đoạn các cuộc Chiến tranh Balkan. Khi Chiến tranh Thế giới thứ nhất bùng nổ vào ngày 28 tháng 7 năm 1914, Goeben và Breslau lẩn tránh lực lượng hải quân Anh tại Địa Trung Hải và đi đến Constantinopolis. Hai con tàu được chuyển cho Đế quốc Ottoman vào ngày 16 tháng 8 năm 1914, và Goeben trở thành soái hạm của Hải quân Ottoman như là chiếc Yavuz Sultan Selim, vốn thường được gọi tắt là Yavuz. Đến năm 1936 nó được chính thức đổi tên thành TCG Yavuz. Nó từng đưa di hài của Mustafa Kemal Atatürk từ Istanbul đến İzmit vào năm 1938. Yavuz tiếp tục là soái hạm của Hải quân Thổ Nhĩ Kỳ cho đến khi nó ngừng hoạt động vào năm 1950.
Nó được tháo dỡ vào năm 1973, sau khi Chính phủ Tây Đức từ chối một lời mời chào mua lại nó từ phía Thổ Nhĩ Kỳ. Nó là chiếc tàu chiến do Hải quân Đế quốc Đức chế tạo cuối cùng còn sống sót, và là chiếc tàu chiến kiểu dreadnought hay tàu chiến-tuần dương phục vụ lâu nhất trong hải quân tất cả các nước.

## Thiết kế và chế tạo
Hải quân Đế quốc Đức (Kaiserliche Marine) đặt hàng Goeben, chiếc tàu chiến-tuần dương thứ ba của Đức, vào ngày 8 tháng 4 năm 1909 dưới cái tên tạm thời "H" từ xưởng tàu Blohm & Voss ở Hamburg, và với số hiệu chế tạo 201. Lườn của nó được đặt vào ngày 19 tháng 8 năm 1909 và con tàu được hạ thủy vào ngày 28 tháng 3 năm 1911. Công việc hoàn thiện nó được tiếp nối, và Goeben được đưa ra hoạt động cùng Hải quân Đức vào ngày 2 tháng 7 năm 1912.
Goeben có chiều dài chung 186,6 m (612 ft), mạn thuyền rộng 29,4 m (96 ft), và độ sâu của mớn nước là 9,19 m (30,2 ft) khi đầy tải nặng. Trọng lượng choán nước của các con tàu thông thường là 22.979 tấn (22.979 t), và lên đến 25.400 tấn (25.400 t) khi đầy tải nặng. Goeben được vận hành bởi bốn trục turbine hơi nước Parsons sắp xếp thành hai bộ, và hơi nước được cung cấp bởi 24 nồi hơi ống nước Schulz-Thornycroft đốt than phân thành bốn phòng, cung cấp một công suất 52.000 shp (39 MW), cho phép có tốc độ tối đa 25,5 kn (47,2 km/h). Ở tốc độ đường trường 14 kn (26 km/h), con tàu có tầm hoạt động 4.120 nmi (7.630 km).
Con tàu được trang bị dàn pháo chính bao gồm mười khẩu pháo SK 28 cm (11 in) L/50 trên năm tháp pháo nòng đôi. Dàn pháo hạng hai gồm mười hai khẩu SK 15 cm (5,9 in) L/45 đặt trong các tháp pháo ụ tại phần giữa con tàu và mười hai khẩu SK 8,8 cm (3,5 in) L/45 m trước mũi, sau đuôi và chung quanh tháp chỉ huy phía trước. Nó cũng được trang bị bốn ống phóng ngư lôi 50 cm (20 in) ngầm.

## Lịch sử hoạt động

### Các cuộc chiến tranh Balkan
Khi cuộc Chiến tranh Balkan thứ nhất nổ ra vào tháng 10 năm 1912, Bộ Chỉ huy Tối cao Đức quyết định cần phải có một hải đội Địa Trung Hải nhằm mục đích gây ảnh hưởng tại khu vực này, nên đã cho tách Goeben và chiếc tàu tuần dương hạng nhẹ Breslau đi đến Constantinople. Hai con tàu rời Kiel vào ngày 4 tháng 11 và đến nơi vào ngày 15 tháng 11 năm 1912. Cuộc chiến tranh Balkan thứ nhất kết thúc vào ngày 30 tháng 5 năm 1913, và một số đã cân nhắc đến việc rút lực lượng trở về vùng biển Đức. Tuy nhiên, xung đột lại nổ ra không đầy một tháng sau đó, vào ngày 29 tháng 6, khiến hai con tàu phải tiếp tục ở lại khu vực này. Bắt đầu từ tháng 4 năm 1913, Goeben viếng thăm nhiều cảng tại Địa Trung Hải bao gồm Venice, Pola và Naples; trước khi lên đường đi đến vùng biển Albania. Sau chuyến đi này, Goeben quay trở lại Pola và ở lại đây từ ngày 21 tháng 8 đến ngày 16 tháng 10 để bảo trì.
Vào ngày 23 tháng 10 năm 1913, Chuẩn đô đốc (Konteradmiral) Wilhelm Souchon tiếp nhận quyền chỉ huy Hải đội Địa Trung Hải. Goeben và Breslau tiếp tục các hoạt động của chúng tại Địa Trung Hải, viếng thăm khoảng 80 cảng trước khi Thế Chiến I nổ ra. Hải quân Đức dự định thay thế Goeben bằng con tàu chị em với nó Moltke, nhưng vụ ám sát Thái tử Franz Ferdinand của Áo tại Sarajevo, Bosnia, vào ngày 28 tháng 6 năm 1914 và quan hệ quốc tế giữa các cường quốc căng thẳng sau đó khiến kế hoạch này không thể thực hiện. Sau vụ ám sát, đô đốc Souchon nhận định chiến tranh là không thể tránh khỏi giữa Khối Liên minh Trung tâm và Khối Hiệp ước, nên ra lệnh cho các con tàu đi đến Pola để sửa chữa. Kỹ sư đến từ Đức để tiến hành công việc. Goeben được thay thế 4.460 ống nước trong các nồi hơi cùng các sửa chữa khác. Sau khi hoàn tất, các con tàu khởi hành đi Messina.

### Săn đuổiGoebenvàBreslau

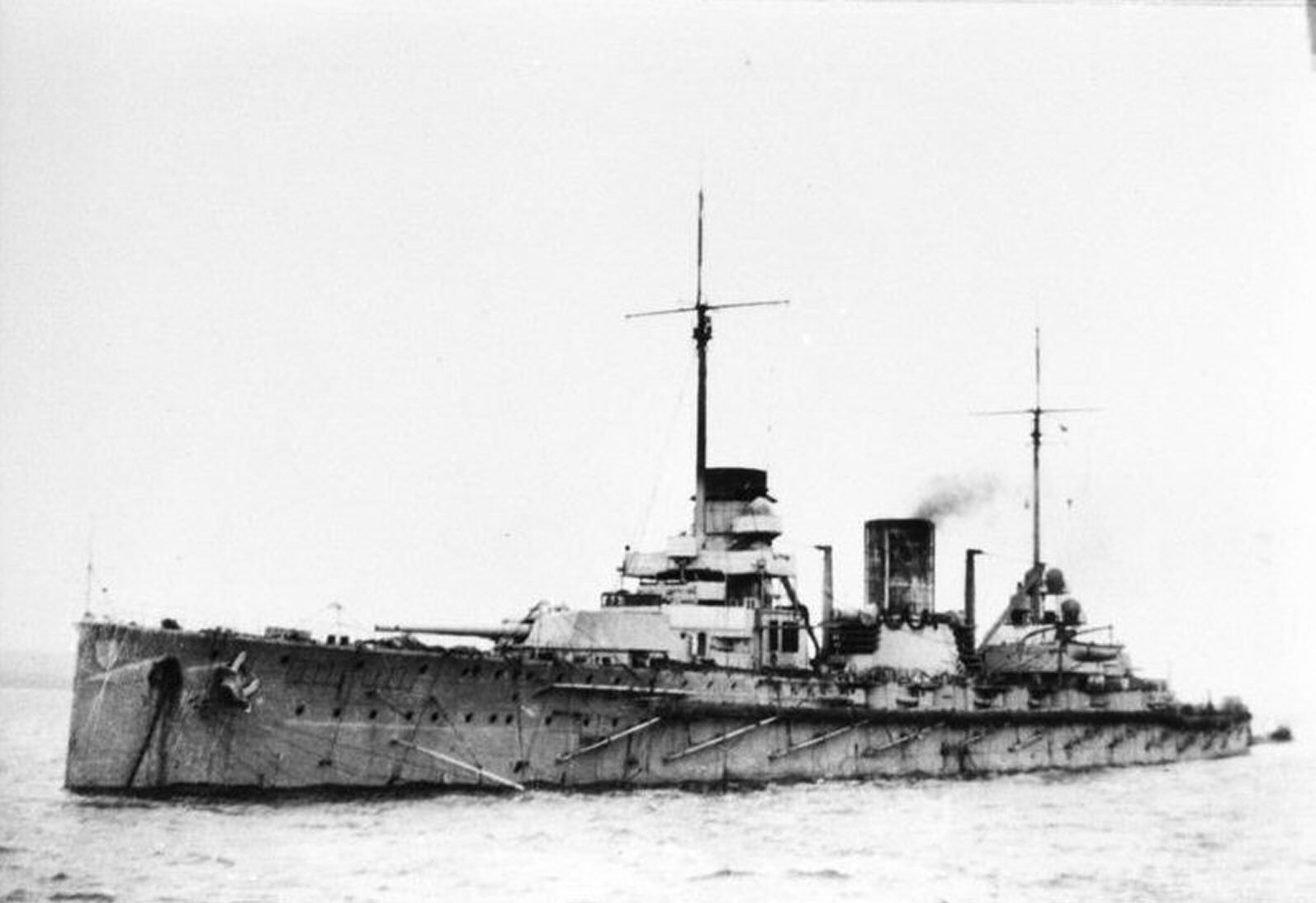
Goeben trong cảng, không rõ thời gian

Kaiser Wilhelm II ra chỉ thị trong trường hợp có chiến tranh, Goeben và Breslau, tùy theo suy xét của Tư lệnh Hải đội, có thể tiến hành bắn phá khu vực Tây Địa Trung Hải ngăn cản lực lượng Pháp từ Bắc Phi quay trở về châu Âu, hay thoát ra Đại Tây Dương và tìm cách quay trở về vùng biển Đức. Vào ngày 3 tháng 8 năm 1914, hai con tàu đang trên đường đi đến Algérie khi Souchon nhận được tin Đức đã tuyên chiến với Pháp. Goeben tiến hành bắn phá Philippeville (nay là Skikda thuộc Algeria) trong khoảng 10 phút vào sáng sớm ngày 3 tháng 8 trong khi Breslau bắn phá Bône (nay là Annaba, trên nền thành phố cổ Hippo) phù hợp với mệnh lệnh của Kaiser. Các đô đốc Alfred von Tirpitz và Hugo von Pohl sau đó chuyển các mệnh lệnh mật cho Souchon chỉ thị cho ông lên đường đi Constantinople, theo hướng ngược lại với chỉ thị của Kaiser và không cho Hoàng đế biết.
Do Goeben không thể đến được Constantinople mà không tiếp thêm than, Souchon hướng đến Messina. Hải đội Đức đã bắt gặp các tàu chiến-tuần dương Anh Indefatigable và Indomitable dưới quyền chỉ huy của Đô đốc Archibald Berkeley Milne, nhưng do Đức chưa ở trong tình trạng chiến tranh với Anh, xung đột đã không diễn ra. Lực lượng Anh quay mũi theo đuổi Goeben và Breslau, nhưng chúng đã vượt nhanh hơn các con tàu Anh, và đi đến Messina vào ngày 5 tháng 8. Công việc tiếp nhiên liệu tại Messina trở nên phức tạp do việc Ý tuyên bố trung lập vào ngày 2 tháng 8. Theo luật quốc tế, tàu chiến chỉ được phép ở lại trong một cảng trung lập trong vòng 24 giờ. Các quan chức hải quân Ý trong cảng thông cảm cho phép Goeben và Breslau ở lại Messina trong khoảng 36 giờ trong khi chúng được tiếp nhiên liệu từ một tàu tiếp than của Đức.
Cho dù có thêm thời gian bổ sung, trữ lượng nhiên liệu của Goeben vẫn không đủ cho hành trình đi đến sắp xếp hẹn gặp một tàu tiếp than khác trong biển Aegea. Hạm đội Pháp tiếp tục ở lại khu vực Tây Địa Trung Hải, do vị Tư lệnh lực lượng tại Địa Trung Hải, Đô đốc Augustin Boué de Lapeyrère, tin rằng hải đội Đức sẽ tìm cách thoát ra Đại Tây Dương hay gia nhập cùng lực lượng Hải quân Áo-Hung tại Pola. Vào lúc này Anh đã tuyên chiến sau khi Đức xâm chiếm Bỉ, nhưng một mệnh lệnh của Bộ Hải quân Anh chỉ thị cho Đô đốc Milne phải tôn trọng sự trung lập của Ý ở bên ngoài giới hạn sáu dặm (10 km) từ bờ biển Ý, không thể trực tiếp quan sát lối ra vào cảng. Vì vậy Milne bố trí Indefatigable và Indomitable ở lối ra vào phía Bắc của eo biển Messina, nghĩ rằng lực lượng Đức sẽ thoát ra về phía Tây nơi chúng có thể tấn công các tàu vận chuyển binh lính Pháp.
Hai con tàu của Souchon rời Messina vào sáng sớm ngày 6 tháng 8 qua lối ra vào phía Nam của eo biển, hướng sang phía Đông Địa Trung Hải. Hai chiếc tàu chiến-tuần dương Anh ở cách khoảng 100 nmi (190 km), trong khi chiếc thứ ba Inflexible đang được tiếp than tại Bizerta, Tunisia. Lực lượng Anh duy nhất có mặt trên đường đi của hải đội Souchon là Hải đội Tuần dương 1, bao gồm bốn tàu tuần dương bọc thép Defence, Black Prince, Duke of Edinburgh và Warrior dưới quyền chỉ huy của Chuẩn đô đốc Ernest Troubridge. Lực lượng Đức hướng đến biển Adriatic, thoạt tiên theo cách giả vờ, nên đã đánh lừa được Troubridge vốn đã di chuyển ra cửa biển Adriatic để ngăn chặn. Sau khi nhận ra sai lầm của mình, Troubridge quay ngược lại và ra lệnh cho tàu tuần dương hạng nhẹ Dublin cùng hai tàu khu trục tung một đợt tấn công bằng ngư lôi vào hải đội Đức. Trinh sát viên trên chiếc Breslau trông thấy các tàu đối phương, và trong bóng đêm nó cùng với Goeben thoát khỏi những kẻ theo đuổi mà không bị phát hiện. Troubridge từ bỏ cuộc truy đuổi vào sáng sớm ngày 7 tháng 8, tin rằng mọi cuộc tấn công từ bốn chiếc tàu tuần dương bọc thép cũ hơn chống lại Goeben, vốn trang bị pháo 28 cm, là một sự tự sát. Con đường của Souchon đến Constantinople giờ đây không còn bóng đối phương.
Goeben được tiếp thêm than ngoài khơi đảo Donoussa gần đảo Naxos. Xế trưa ngày 10 tháng 8, hai con tàu tiến vào Dardanelles, gặp gỡ một tàu canh phòng Ottoman vốn đã hướng dẫn chúng đi qua biển Marmara. Để né tránh luật trung lập, Đức chuyển giao hai con tàu cho Hải quân Ottoman vào ngày 16 tháng 8; Goeben được đổi tên thành Yavuz Sultan Selim còn Breslau thành Midilli. Đến ngày 23 tháng 9, Chuẩn đô đốc Souchon chấp nhận lời đề nghị của Đế quốc Ottoman nhận quyền chỉ huy Hạm đội Thổ Nhĩ Kỳ. Thủy thủ Đức trên hai con tàu được phát đồng phục Hải quân Ottoman và đội mũ fez.

### Các hoạt động tại Hắc Hải

#### 1914

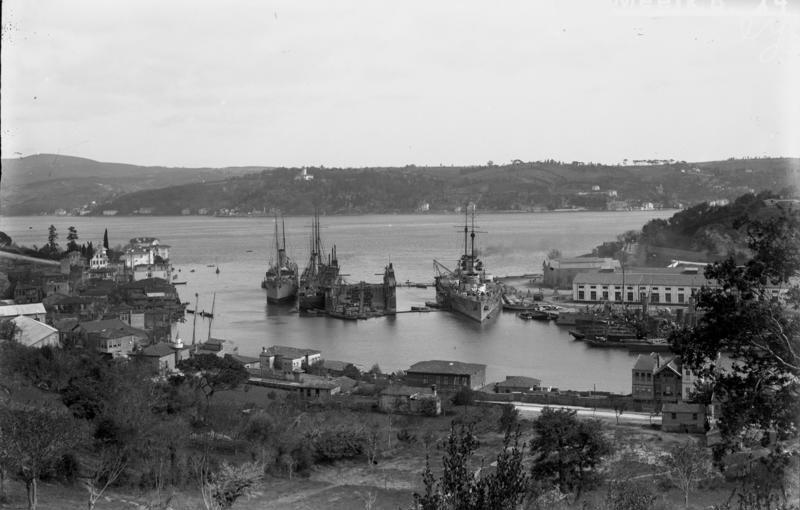
Yavuz trong eo biển Bosphorus

Vào ngày 29 tháng 10 năm 1914, Yavuz tiến hành bắn phá Sevastopol trong chiến dịch đầu tiên của nó chống lại Đế quốc Nga, cho dù Đế quốc Ottoman chưa ở trong tình trạng chiến tranh với Tam cường Đồng Minh. Một quả đạn pháo 25,4 cm (10 in) đã bắn trúng ống khói phía sau của con tàu nhưng không phát nổ và không gây hư hại gì đáng kể. Hai phát bắn trúng khác gây ra những hư hại nhẹ. Con tàu cùng với các tàu hộ tống đã băng qua một bãi mìn Nga không hoạt động trong đợt bắn phá. Khi nó quay trở về vùng biển Thổ Nhĩ Kỳ, Yavuz băng ngang qua chiếc tàu rải mìn Nga Prut vốn đã tự đánh đắm với 700 quả mìn trên tàu. Trong cuộc bắn phá, tàu khu trục hộ tống Nga Leitenant Pushchin bị hư hại bởi hai quả đạn pháo hạng hai 15 cm (5,9 in) của Yavuz. Đáp trả lại cuộc bắn phá, Nga tuyên chiến vào ngày 1 tháng 11, đẩy Đế quốc Ottoman vào cuộc chiến. Pháp và Anh tiến hành bắn phá các pháo đài Thổ Nhĩ Kỳ phòng thủ eo biển Dardanelles vào ngày 3 tháng 11 và chính thức tuyên chiến hai ngày sau đó. Sau cuộc đụng độ này, phía Nga rút ra kết luận là toàn bộ Hạm đội Hắc hải phải được tập trung để không bị Yavuz tiêu diệt từng phần.
Được hộ tống bởi Midilli, Yavuz đã đánh chặn Hạm đội Hắc hải Nga ở cách 17 hải lý (31 km; 20 mi) ngoài khơi bờ biển Krym vào ngày 18 tháng 11, khi nó quay trở về sau một đợt bắn phá Trebizond. Cho dù đang giữa trưa, thời tiết lúc đó lại có sương mù và không có chiếc tàu chiến chủ lực nào được phát hiện. Hạm đội Hắc hải từng thử nghiệm tập trung hỏa lực của nhiều tàu chiến dưới sự điều khiển của một con tàu "chủ" trước chiến tranh, nên thiết giáp hạm Evstafi đã không nổ súng cho đến khi con tàu "chủ", thiết giáp hạm Ioann Zlatoust, có thể nhìn thấy Yavuz. Khi mệnh lệnh tác xạ cuối cùng được truyền đến, số liệu sai lệch vượt hơn 4.000 thước Anh (3.700 m) so với ước lượng 7.700 thước Anh (7.000 m) của chính nó, nên Evstafi khai hỏa dựa trên dữ liệu của chính mình trước khi Yavuz đổi hướng để có thể bắn toàn bộ qua mạn. Evstafi ghi được một phát trúng đích với loạt đạn pháo đầu tiên khi một quả đạn pháo 12 inch xuyên thủng một phần vỏ giáp bảo vệ một tháp pháo ụ 15 xentimét (5,9 in) thuộc dàn pháo hạng hai của Yavuz. Nó kích nổ một số đạn pháo đã sẵn sàng để bắn, gây một đám cháy vốn bao trùm khắp tháp pháo ụ và làm thiệt mạng toàn bộ nhân sự của khẩu đội. Có tổng cộng 13 người thiệt mạng và 3 người khác bị thương.
Yavuz bắn trả và bắn trúng Evstafi vào ống khói giữa; quả đạn pháo phát nổ sau khi xuyên qua ống khói, phá hủy ăn-ten của bộ vô tuyến điều khiển hỏa lực, khiến Evstafi không còn có thể hiệu chỉnh dữ liệu tầm xa không chính xác của Ioann Zlatoust. Các con tàu Nga khác, hoặc đã sử dụng dữ liệu không chính xác của Ioann Zlatoust hoặc chưa tận mắt nhìn thấy Yavuz, nên không thể ghi được cú bắn trúng đích nào. Yavuz còn bắn trúng Evstafi thêm bốn lần nữa, mặc dù có một quả đã không phát nổ, trước khi Chuẩn đô đốc Wilhelm Souchon quyết định tách ra khỏi trận chiến sau 14 phút chiến đấu. Bốn phát bắn trúng trong số 19 quả đạn pháo 28 cm (11 in) bắn ra đã làm 34 người thiệt mạng và 24 người khác bị thương.
Trong tháng tiếp theo, vào ngày 5–6 tháng 12, Yavuz và Midilli hộ tống cho các tàu vận tải chuyển quân, và vào ngày 10 tháng 12, Yavuz bắn phá Batum. Vào ngày 23 tháng 12, Yavuz cùng tàu tuần dương bảo vệ Hamidiye hộ tống cho ba tàu vận tải chuyển quân đi Trebizond. Đang khi trên đường quay trở về sau một hoạt động hộ tống vận tải khác vào ngày 26 tháng 12, Yavuz trúng phải một quả thủy lôi vốn phát nổ ngay cạnh tháp chỉ huy bên mạn phải ở vị trí cách một hải lý bên ngoài Bosphorus. Vụ nổ xé toang một lỗ hổng rộng 50 m2 (540 foot vuông) trên lườn tàu, nhưng vách ngăn chống ngư lôi phía trong đã trụ được. Hai phút sau, Yavuz trúng một quả thủy lôi thứ hai bên mạn trái ngay trước bệ tháp pháo của tháp pháo mạn trái, làm thủng thêm một lỗ rộng 64 m2 (690 foot vuông); vách ngăn chống ngư lôi bị uốn cong 30 cm (12 in) vào bên trong nhưng giữ được kín nước cho phía trong con tàu. Dù sao, con tàu vẫn bị ngập khoảng 600 tấn nước. Không có ụ tàu nào tại Đế quốc Ottoman đủ lớn dành cho Yavuz, nên việc sửa chữa tạm thời được tiến hành bên trong giếng kín nước bằng thép được bơm nước ra tạo một khoảng khô ráo chung quanh khoảng lườn tàu bị hư hại. Các lỗ thủng được đắp bằng bê tông, vốn giữ được trong nhiều năm trước khi nó được sửa chữa triệt để.

#### 1915
Vẫn còn đang bị hư hại, Yavuz khởi hành từ Bosphorus vào ngày 28 tháng 1 và một lần nữa vào ngày 7 tháng 2 năm 1915 để trợ giúp cho Midilli thoát khỏi sự truy đuổi của hạm đội Nga; nó cũng bảo vệ cho chuyến quay trở về của chiếc Hamidiye. Sau đó Yavuz tiến hành sửa chữa những hư hỏng do mìn cho đến tháng 5.
Vào ngày 1 tháng 4, trong khi việc sửa chữa vẫn chưa hoàn tất, Yavuz cùng với Breslau rời Bosphorus hộ tống cho việc rút lui của Hamidiye. Nó đã cùng với chiếc tàu tuần dương bảo vệ Mecidiye được gửi đi bắn phá Odessa; tuy nhiên, những dòng hải lưu mạnh đã đẩy các con tàu đi chệch 15 dặm (24 km) về phía Đông lối ra vào vũng biển Dnieper-Bug, hướng đến Nikolayev. Khi chúng hướng về phía Tây sau khi điều chỉnh hướng, Mecidiye trúng phải một quả mìn và bị chìm, khiến nhiệm vụ buộc phải hủy bỏ. Sau khi Yavuz và Breslau xuất hiện ngoài khơi Sevastopol và đánh chìm hai tàu chở hàng chạy hơi nước, hạm đội Nga truy đuổi chúng cả ngày, và đến tối đã cho tách ra nhiều tàu khu trục nhằm mở một cuộc tấn công bằng ngư lôi. Chỉ có một tàu khu trục, chiếc Gnevny, tiến đến đủ gần để phóng ngư lôi, nhưng đều bị trượt. Yavuz và Breslau quay trở về Bosphorus an toàn.
Đúng vào ngày 25 tháng 4, khi lực lượng Đồng Minh đổ bộ lên Gallipoli, lực lượng Hải quân Nga xuất hiện ngoài khơi Bosphorus bắn phá các pháo đài bảo vệ eo biển. Hai ngày sau Yavuz hướng về phía Nam đến Dardanelles để bắn phá lực lượng binh lính Đồng Minh tại Gallipoli, có sự tháp tùng của chiếc thiết giáp hạm tiền-dreadnought Turgut Reis. Chúng bị một khí cầu diều phát hiện vào trời tối đang khi tiến vào vị trí. Khi những quả đạn pháo 15 inch (380 mm) đầu tiên từ thiết giáp hạm dreadnought Queen Elizabeth nổ vây quanh, Yavuz rời khỏi vị trí bắn phá tiến đến sát vách núi, nơi Queen Elizabeth không thể nhắm vào nó. Yavuz nỗ lực thêm một lần nữa vào ngày 30 tháng 4, nhưng bị phát hiện bởi chiếc thiết giáp hạm tiền-dreadnought Lord Nelson, vốn đã di chuyển đến Dardanelles để bắn phá sở chỉ huy quân đội Thổ tại Çanakkale. Con tàu Anh chỉ xoay xở bắn được năm quả đạn pháo trước khi Yavuz di chuyển ra khỏi tầm nhìn của nó.
Vào ngày 1 tháng 5, Yavuz lên đường đi vịnh Beikos thuộc Bosphorus sau khi hạm đội Nga bắn phá các pháo đài tại cửa biển Bosphorus. Vào khoảng ngày 7 tháng 5 Yavuz, khởi hành từ Bosphorus để truy tìm các con tàu Nga cho đến tận Sevastopol, nhưng không tìm thấy chiếc nào. Do thiếu hụt đạn pháo cho dàn pháo chính, nó đã không bắn phá Sevastopol. Trong khi quay trở về vào sáng ngày 10 tháng 5, trinh sát viên trên Yavuz phát hiện hai thiết giáp hạm tiền-dreadnought Nga Tri Sviatitelia và Pantelimon, và nó đã nổ súng. Trong vòng 10 phút nó đã bị bắn trúng hai lần, mặc dù không bị hư hại nào nghiêm trọng. Đô đốc Souchon tách ra khỏi trận chiến để hướng về Bosphorus, bị các lực lượng hạng nhẹ Nga truy đuổi. Cuối tháng đó, hai trong số các khẩu pháo 15 cm của con tàu được tháo dỡ để sử dụng trên bờ, đồng thời bốn khẩu 8,8 cm phía sau cấu trúc thượng tầng cũng được tháo dỡ cùng lúc đó. Chúng được thay thế bằng bốn khẩu 8,8 cm phòng không đặt phía sau cấu trúc thượng tầng vào cuối năm 1915.

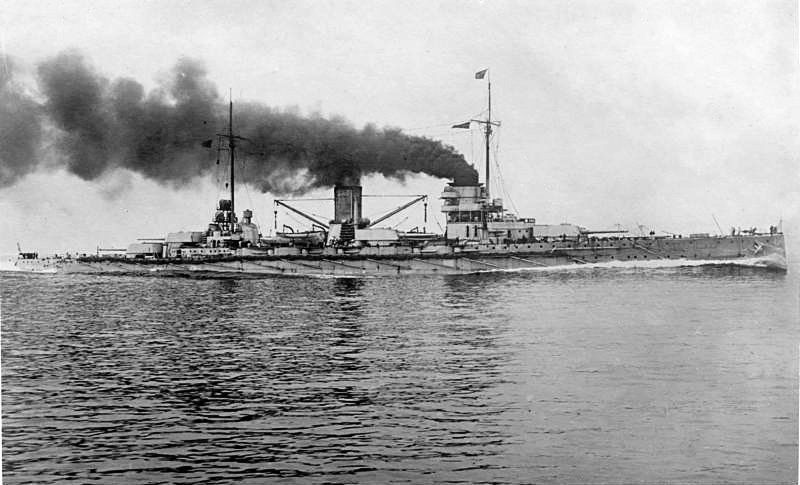
Yavuz di chuyển hết tốc độ

Vào ngày 18 tháng 7, Midilli trúng phải mìn; con tàu bị ngập khoảng 600 tấn Anh (610 t) nước và không còn khả năng hộ tống các đoàn tàu vận tải chở than từ Zonguldak đến Bosphorus. Yavuz được giao phó nhiệm vụ này, và vào ngày 10 tháng 8 nó hộ tống một đoàn tàu vận tải bao gồm năm tàu chở than cùng với Hamidiye và ba tàu phóng lôi. Trong quá trình chuyển tiếp, đoàn tàu vận tải bị tàu ngầm Nga Tyulen tấn công, và đã đánh chìm một tàu tiếp than. Ngày hôm sau, Tyulen và một tàu ngầm khác cố tìm cách tấn công Yavuz, nhưng chúng không thể tiến đến vị trí thuận tiện để phóng ngư lôi.
Hai tàu khu trục Nga Bystry và Pronzitelni đã tấn công một đoàn tàu vận tải Thổ Nhĩ Kỳ được Hamidiye và hai tàu phóng lôi hộ tống vào ngày 5 tháng 9. Các khẩu pháo 15 cm (5,9 in) của Hamidiye đã bị hỏng trong lúc chiến đấu, và Yavuz được huy động để trợ giúp, nhưng nó đã đến nơi quá trễ sau khi các tàu tiếp than Thổ đã phải tự mắc cạn để tránh không bị các tàu khu trục Nga chiếm.
Ngày 21 tháng 9, Yavuz lại được gửi ra bên ngoài Bosphorus để đánh đuổi ba tàu khu trục Nga vốn đã tấn công các tàu chở than Thổ Nhĩ Kỳ. Các nhiệm vụ hộ tống được tiếp nối cho đến ngày 14 tháng 11, khi tàu ngầm Morzh suýt bắn trúng Yavuz với hai quả ngư lôi ngay phía ngoài eo biển Bosphorus. Đô đốc Souchon xác định nguy cơ dành cho chiếc tàu chiến-tuần dương là quá lớn, nên tạm ngừng việc hộ tống các đoàn tàu vận tải đang áp dụng. Thay vào đó, chỉ những con tàu đủ nhanh để thực hiện chuyến đi từ Zonguldak đến Bosphorus trong vòng một đêm được phép di chuyển; bên ngoài Bosphorus chúng sẽ gặp các tàu phóng lôi để bảo vệ chống lại tàu ngầm đối phương đang ẩn náu. Đến cuối mùa hè, việc hoàn tất hai thiết giáp hạm dreadnought mới của Nga Imperatritsa Mariya (Nữ hoàng Mariya) và Imperatritsa Ekaterina Velikaya (Nữ hoàng Ekaterina Velikaya) làm bó buộc hơn nữa các hoạt động của Yavuz.

#### 1916–1917

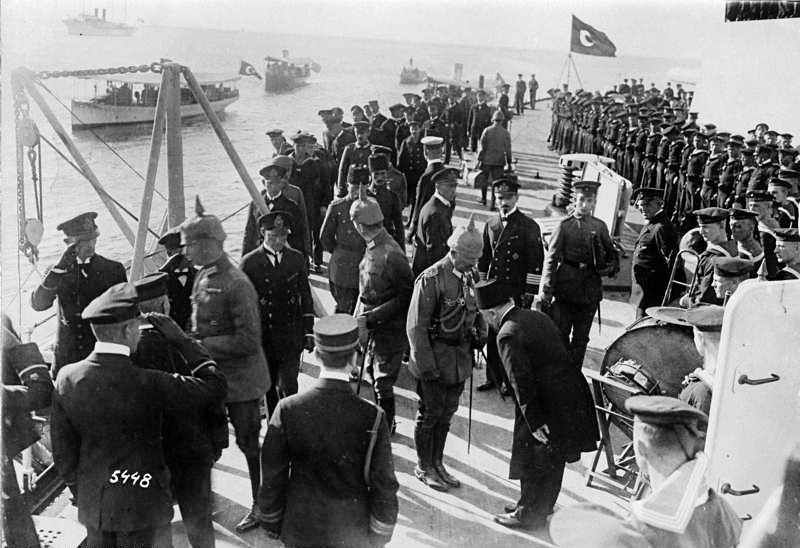
Hoàng đế Wilhelm II viếng thăm Yavuz vào tháng 10 năm 1917

Đô đốc Souchon gửi Yavuz đến Zonguldak vào ngày 8 tháng 1 năm 1917 để bảo vệ một tàu tiếp than rỗng khỏi sự tấn công của các tàu khu trục Nga, nhưng nó đã bị đánh chìm trước khi Yavuz đến nơi. Trong chuyến đi quay trở lại Bosphorus, Yavuz đụng độ với Imperatritsa Ekaterina. Hai con tàu đã đấu pháo với nhau trong một thời gian ngắn, bắt đầu ở khoảng cách 18.500 m (20.200 yd). Yavuz đổi hướng về phía Tây Nam và trong vòng bốn phút đầu tiên đã bắn năm loạt đạn pháo từ dàn pháo chính của nó. Không chiếc nào bắn trúng đích, cho dù mảnh đạn từ các phát bắn suýt trúng đích đã trúng vào Yavuz. Cho dù trên danh nghĩa nhanh hơn đáng kể so với Imperatritsa Ekaterina, đáy chiếc tàu chiến-tuần dương Thổ Nhĩ Kỳ bị bám hà nặng nề cũng như các trục chân vịt của nó trong tình trạng rất kém. Vì vậy rất khó cho Yavuz có thể thoát khỏi chiếc thiết giáp hạm Nga mạnh mẽ, vốn được báo cáo là đạt đến tốc độ 23,5 kn (43,5 km/h; 27,0 mph).
Lực lượng Nga đạt được những lấn chiếm đáng kể vào lãnh thổ của Ottoman trong Chiến dịch Caucasus. Trong một nỗ lực nhằm chặn đứng đà tiến quân của Nga, Yavuz vội vã chuyển 429 sĩ quan và binh lính, một khẩu đội sơn pháo, 1.000 súng máy và các đơn vị không lực, súng trường cùng 300 thùng đạn đến Trebizond vào ngày 4 tháng 2. Vào ngày 4 tháng 3, hải quân Nga cho đổ bộ một phân đội khoảng 2.100 người cùng với sơn pháo và ngựa lên cả hai bên sườn của cảng Atina. Quân Thổ hoàn toàn bị bất ngờ và bị buộc phải triệt thoái. Một cuộc đổ bộ khác diễn ra tại vịnh Kavata, khoảng 5 dặm về phía Đông Trebizond, vào tháng 6. Đến cuối tháng 6, quân Thổ phản công, xâm nhập khoảng 20 dặm vào phòng tuyến của quân Nga. Yavuz và Midilli tiến hành một loạt các chiến dịch bắn phá bờ biển hỗ trợ cho cuộc tấn công của quân Thổ. Vào ngày 4 tháng 7, Yavuz bắn phá cảng Tuapse, nơi nó đánh chìm một tàu hơi nước và một tàu buồm schooner gắn động cơ. Các con tàu Thổ di chuyển lên phía Bắc vòng qua phía sau quân Nga để quay trở lại trước khi hai chiếc dreadnought của Nga rời Sevastopol để tấn công chúng. Sau đó chúng quay về Bosphorus, nơi Yavuz vào ụ tàu để sửa chữa trục chân vịt cho đến tháng 9.
Tình trạng thiếu hụt than tiếp tục trở nên trầm trọng cho đến khi Đô đốc Souchon buộc phải tạm ngừng mọi hoạt động của Yavuz và Midilli suốt năm 1917. Khi thỏa thuận ngừng bắn giữa Nga và Đế quốc Ottoman được ký kết vào tháng 12 năm 1917, sau khi nổ ra cuộc cách mạng Bolshevik tại Nga, được chính thức hóa bằng việc ký kết Hòa ước Brest-Litovsk vào tháng 3 năm 1918, việc tiếp tế than từ miền Đông Thổ Nhĩ Kỳ mới được bình thường trở lại.

#### 1918
Vào ngày 20 tháng 1 năm 1918, Yavuz và Midilli rời Dardanelles dưới sự chỉ huy của Phó đô đốc Rebeur-Paschwitz, người thay thế cho Souchon vào tháng 9 năm trước. Ý định của Rebeur-Paschwitz là nhằm thu hút lực lượng hải quân Đồng Minh khỏi khu vực Palestine để hỗ trợ cho lực lượng Thổ Nhĩ Kỳ tại đây. Bên ngoài eo biển, trong cuộc đụng độ được biết đến như là trận Imbros, Yavuz tấn công bất ngờ và đã đánh chìm các tàu monitor Raglan và M28 vốn đang thả neo và không được các thiết giáp hạm tiền-dreadnought bảo vệ dù đã được phân công. Rebeur-Paschwitz sau đó quyết định tiếp tục tiến đến cảng Mudros; tại đây chiếc thiết giáp hạm tiền-dreadnought Agamemnon đang chuẩn bị lên đường tấn công các con tàu Thổ. Trên đường đi, Midilli trúng phải nhiều quả mìn và bị chìm; Yavuz cũng trúng ba quả mìn. Được cho rút lui về Dardanelles và bị các tàu khu trục Anh Lizard và Tigress theo đuổi, Yavuz buộc phải cho mắc cạn có chủ định gần Nagara Point ngay bên ngoài eo biển Dardanelles. Người Anh tấn công nó bằng những máy bay ném bom của Liên đội 2 thuộc Không lực Hải quân Hoàng gia khi nó bị mắc cạn và đã đánh trúng hai lần, nhưng những quả bom từ những máy bay hạng nhẹ không đủ để gây thiệt hại đáng kể cho con tàu. Chiếc monitor M17 tìm cách bắn pháo vào Yavuz vào chiều tối ngày 24 tháng 1, nhưng chỉ có thể xoay xở bắn được 10 quả đạn pháo trước khi rút lui để né tránh hỏa lực pháo binh Thổ. Tàu ngầm E14 được gửi đến để phá hủy con tàu bị hư hại, nhưng đã quá trễ; chiếc thiết giáp hạm tiền-dreadnought cũ Turgut Reis nguyên của Đức đã kéo được Yavuz ra khỏi nơi mắc cạn và đưa nó về Constantinople an toàn. Yavuz bị hỏng nặng nhiều chỗ; các giếng kín nước một lần nữa được dựng chung quanh lườn tàu, và công việc sửa chữa kéo dài từ ngày 7 tháng 8 đến ngày 19 tháng 10.
Yavuz hộ tống những thành viên của Ủy ban Đình chiến Ottoman đến Odessa vào ngày 30 tháng 3 năm 1918, sau khi Hòa ước Brest-Litovsk được ký kết. Sau khi quay trở lại Constantinople, nó lên đường đi đến Sevastopol vào tháng 5 nơi lườn tàu được tẩy sạch và một số chỗ rò rỉ được sửa chữa. Yavuz cùng một số tàu khu trục lên đường đi Novorossiysk vào ngày 28 tháng 6 để chiếm những tàu chiến Xô Viết còn lại, nhưng chúng đã bị đánh đắm trước khi các con tàu Thổ Nhĩ Kỳ đến nơi. Các tàu khu trục ở lại đó, riêng Yavuz  quay trở lại Sevastopol. Vào ngày 14 tháng 7 con tàu ngưng hoạt động cho đến khi chiến tranh kết thúc. Đang khi ở lại Sevastopol, công nhân xưởng tàu cạo sạch hà bám vào đáy lườn tàu. Cuối cùng Yavuz quay trở về Constantinople, nơi từ ngày 7 tháng 8 đến ngày 19 tháng 10, một giếng kín nước bằng bê tông được dựng lên để sửa chữa một trong ba khu vực bị hư hại bởi mìn.
Hải quân Đức chính thức chuyển quyền sở hữu con tàu cho chính phủ Thổ Nhĩ Kỳ vào ngày 2 tháng 11 năm 1918. Theo những điều khoản của Hiệp ước Sèvres ký kết giữa Đế quốc Ottoman và khối Hiệp ước, Yavuz phải được trao cho Hải quân Hoàng gia Anh như một khoản bồi thường chiến tranh. Tuy nhiên sau khi cuộc Chiến tranh giành độc lập Thổ Nhĩ Kỳ do Mustafa Kemal Atatürk lãnh đạo kết thúc, Hòa ước Sèvres bị hủy bỏ, và Hiệp ước Lausanne được ký kết thay thế vào năm 1923. Theo những điều khoản của hiệp ước mới, nước Cộng hòa Thổ Nhĩ Kỳ mới lấy lại quyền sở hữu hầu hết hạm đội kể cả Yavuz.

### Sau chiến tranh

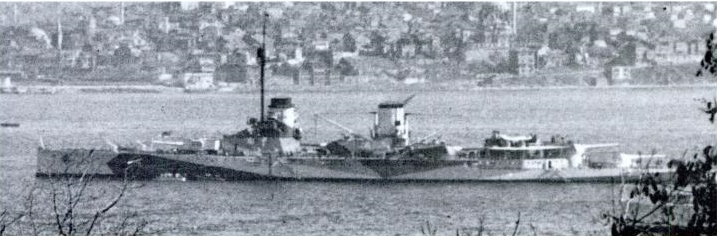
Yavuz trong eo biển Bosphorus tại Istanbul, năm 1946.

Trong những năm 1920, trong số nhiều chính sách hải quân được Thổ Nhĩ Kỳ tiến hành có một cố gắng nhằm tân trang Yavuz để biến nó thành hạt nhân cho hạm đội của quốc gia mới. Chiếc tàu chiến-tuần dương ở lại İzmit cho đến năm 1926, trong một tình trạng thảm hại: chỉ có hai trong số các nồi hơi có thể hoạt động, nó không thể bẻ lái hay di chuyển, và vẫn chưa được sửa chữa hai chỗ hư hỏng do trúng mìn vào năm 1918. Ngân khoản được dành ra đủ để mua một ụ tàu nổi mới dung lượng 26.000 tấn (26.000 tấn Anh) từ Đức để sửa chữa nó, vì Yavuz không thể kéo đi bất cứ nơi đâu mà không gặp nguy cơ đắm do biển động. Hãng đóng tàu Pháp Atelier et Chantiers de St. Nazaire-Penhöet được thỏa thuận ký hợp đồng vào tháng 12 năm 1926 để giám sát việc tân trang, vốn được thực hiện tại Xưởng hải quân Gölcük. Công việc sửa chữa và trang bị kéo dài đến ba năm, từ năm 1927 đến năm 1930; quá trình bị trì hoãn do nhiều ngăn của ụ nổi bị sụp đang khi nước được bơm ra. Yavuz bị hư hại nhẹ trước khi nó có thể nổi được, và ụ nổi phải được sửa chữa trước khi công việc sửa chữa chính con tàu được bắt đầu. Bộ trưởng Bộ Hải quân İhsan Eryavuz bị cáo buộc tội tham ô sau các cuộc điều tra được tiến hành sau đó. Những sự trì hoãn khác gây ra do những chi phí gian lận vốn đã đưa đến việc giải thể Bộ Hải quân. Tổng tham mưu trưởng Quân đội Thổ Nhĩ Kỳ, Thống chế Fevzi Çakmak, đã phản đối việc xây dựng hải quân và làm chậm trễ mọi chương trình chế tạo hải quân sau vụ gian lận. Công việc trên chiếc tàu chiến-tuần dương chỉ được xúc tiến khẩn trương sau khi Hải quân Hy Lạp tiến hành một cuộc tập trận hải quân quy mô lớn ngoài khơi bờ biển Thổ Nhĩ Kỳ vào tháng 9 năm 1928 khiến Chính phủ Thổ Nhĩ Kỳ nhận thức nhu cầu phải đối phó lại ưu thế hải quân của Hy Lạp. Thổ Nhĩ Kỳ cũng đặt hàng bốn tàu khu trục và hai tàu ngầm từ các xưởng đóng tàu Ý. Sau khi nghe tin Yavuz được đưa vào hoạt động trở lại, Chính phủ Hy Lạp đề nghị một "kỳ nghỉ hè" kéo dài mười năm cho việc chế tạo hải quân, vốn mô phỏng theo Hiệp ước Hải quân Washington, cho dù họ vẫn giữ lại quyền đóng hai chiếc tàu tuần dương mới. Chính phủ Thổ Nhĩ Kỳ từ chối đề nghị này, viện dẫn con tàu được dự định sử dụng nhằm cân bằng lại việc gia tăng sức mạnh của Hải quân Xô Viết tại Hắc Hải.
Trong quá trình tân trang, chỗ hư hại do mìn được sửa chữa, trọng lượng choán nước của nó tăng lên 23.100 t (22.700 tấn Anh), và lườn tàu được sửa đổi đôi chút; chiều dài của nó giảm đi nửa mét nhưng mạn thuyền rộng hơn 10 cm (4 in). Yavuz được trang bị các nồi hơi mới và một hệ thống điều khiển hỏa lực của Pháp dành cho dàn pháo chính. Hai trong số các khẩu pháo 15 cm của nó được tháo khỏi vị trí tháp pháo ụ. Tuy nhiên, vỏ giáp bảo vệ của nó không được nâng cấp theo những bài học có được sau trận Jutland, và nó chỉ có lớp giáp dày 2 inch (5,1 cm) bên trên hầm đạn. Yavuz quay trở lại hoạt động vào năm 1930, tái nhiệm vai trò của nó như là soái hạm của Hải quân Thổ Nhĩ Kỳ, và đã thể hiện tốt hơn sự mong đợi khi chạy thử máy; việc thử nghiệm vũ khí và hệ thống điều khiển hỏa lực sau đó cũng thành công. Bốn tàu khu trục, vốn cần thiết để bảo vệ chiếc tàu chiến-tuần dương, được đưa ra hoạt động trong những năm 1931-1932; tuy nhiên khả năng thể hiện của chúng không đạt được như thiết kế. Để đối phó lại việc Yavuz quay trở lại hoạt động, Liên Xô cho chuyển thiết giáp hạm Parizhskaya Kommuna và tàu tuần dương hạng nhẹ Profintern từ khu vực biển Baltic vào cuối năm 1929 nhằm đảm bảo Hạm đội Hắc Hải duy trì thế cân bằng với Hải quân Thổ Nhĩ Kỳ. Chính phủ Hy Lạp cũng đáp trả bằng cách đặt hàng hai tàu khu trục.
Vào năm 1933, chiếc tàu đã đưa Thủ tướng Thổ Nhĩ Kỳ İsmet İnönü từ Varna đến Istanbul; rồi đưa Vua Iran từ Trebizond đến Samsun trong năm tiếp theo. Tên đầy đủ của nó Yavuz Sultan Selim được chính thức rút gọn thành Yavuz Selim vào năm 1930 rồi thành Yavuz vào năm 1936. Một đợt tái trang bị ngắn khác được tiến hành vào năm 1938, và đến tháng 11 năm đó nó đưa di hài của Mustafa Kemal Atatürk từ Istanbul đến İzmit. Nó cùng với các con tàu khác của Hải quân Thổ bị Tùy viên Hải quân Anh đánh giá là lạc hậu vào năm 1937, một phần do dàn vũ khí phòng không dưới chuẩn, nhưng vào năm 1938, Chính phủ Thổ Nhĩ Kỳ bắt đầu vạch kế hoạch bành trướng lực lượng. Theo kế hoạch này, hạm đội tàu nổi sẽ bao gồm hai tàu tuần dương 10.000 tấn và mười hai tàu khu trục; Yavuz sẽ được giữ lại cho đến khi chiếc tàu tuần dương thứ hai được đưa ra hoạt động vào năm 1945, và hải quân hy vọng chế tạo một tàu 23.000 tấn trong giai đoạn từ năm 1950 đến năm 1960. Dù sao kế hoạch này đã không thể thực hiện, vì các xưởng đóng tàu nước ngoài lúc này đang bận rộn tập trung cho nhu cầu của chính nước họ vốn đã dẫn đến Chiến tranh Thế giới thứ hai.
Yavuz tiếp tục phục vụ suốt Thế Chiến II. Đến tháng 11 năm 1939, nó cùng với Parizhskaya Kommuna của Liên Xô là những tàu chiến chủ lực duy nhất có mặt tại khu vực Hắc Hải, và tạp chí Life đánh giá Yavuz vượt trội hơn con tàu Xô Viết vì chiếc sau đang ở trong tình trạng rất kém. Vào năm 1941, dàn vũ khí phòng không của nó được tăng cường với bốn khẩu 88 mm (3,5 in), mười khẩu 40 mm (1,6 in) và bốn khẩu 20 mm (0,79 in); sau này được tăng cường lên 22 khẩu 40 mm và 24 khẩy 20 mm. Vào ngày 5 tháng 4 năm 1946, thiết giáp hạm USS Missouri, tàu tuần dương hạng nhẹ USS Providence và tàu khu trục USS Power của Hải quân Hoa Kỳ đã đi đến Istanbul đưa di hài của cố Đại sứ Thổ Nhĩ Kỳ Münir Ertegün hồi hương. Yavuz đã tiếp đón các con tàu tại Bosphorus, nơi nó cùng chiếc Missouri trao đổi 19 phát pháo chào. Sau năm 1948, con tàu đặt căn cứ tại İzmit hoặc Gölcük. Nó được rút khỏi hoạt động thường trực vào ngày 20 tháng 12 năm 1950 và được gạch tên khỏi danh sách Đăng bạ Hải quân vào ngày 14 tháng 11 năm 1954. Khi Thổ Nhĩ Kỳ gia nhập khối NATO vào năm 1952, con tàu được gán ký hiệu lườn B70. Chính phủ Thổ Nhĩ Kỳ đã đề nghị bán con tàu cho chính phủ Tây Đức vào năm 1963, nhưng đề nghị này bị từ chối; vì vậy họ đã bán nó cho hãng M.K.E. Seyman vào năm 1971 để tháo dỡ. Nó được kéo đến xưởng tháo dỡ vào ngày 7 tháng 6 năm 1973, và công việc hoàn tất vào tháng 2 năm 1976. Vào lúc bị loại bỏ, nó là chiếc tàu chiến thế hệ dreadnought cuối cùng còn lại bên ngoài Hoa Kỳ.